# Portrait in Jazz
Portrait in Jazz (Retrato en Jazz) es un álbum de pianista de  jazz estadounidense Bill Evans, publicado en 1960. 

## Historia
Ocho meses después de su exitosa  colaboración con Miles Davis en el álbum Kind of Blue, Evans grabó Portrait in Jazz con un nuevo trío que ayudó a cambiar la dirección del jazz moderno.
Más sensiblemente, el contrabajo de LaFaro pasa de ser un mero instrumento de acompañamiento a tener un papel casi igual de protagonista que el del piano (aunque no tanto como en álbumes posteriores como Sunday at the Village Vanguard). Portrait in Jazz destaca de entre los álbumes de Evans también por su swing y su tempo rápido.

## Recepción
En una reseña para Allmusic,  el crítico de música Scott Yanow escribió del álbum: "... Las interpretaciones influyentes distaron mucho de rutinarias o previsibles su momento. LaFaro Y Motian era casi socios iguales del pianista en el conjunto... una gema." Danny Eccleston de Mojo escribió: "Portrait in Jazz- quinta grabación de Evans como líder -  te llega de muchas maneras. En su peor punto, es meramente brillante... Pero lo que hace a Evans extra-extra-especial es la manera en la que su interpretación te arrastra y comparte la vulnerabilidad en su núcleo. ¡Oh, la humanidad!"

## Listado de pista
1. "Come Rain or Come Shine" (Harold Arlen, Johnny Mercer) – 3:24
2. "Autumn Leaves" (Joseph Kosma, Jacques Prévert, Johnny Mercer) – 6:00
3. "Witchcraft" (Cy Coleman, Carolyn Leigh) – 4:37
4. "When I Fall in Love" (Victor Young, Edward Heyman) – 4:577
5. "Peri's Scope" (Bill Evans) – 3:15
6. "What Is This Thing Called Love?" (Cole Porter) – 4:36
7. "Spring Is Here" (Richard Rodgers, Lorenz Hart) – 5:09
8. "Someday My Prince Will Come" (Frank Churchill, Larry Morey) – 4:57
9. "Blue in Green" (Miles Davis, Bill Evans) – 5:25

Pistas de bonificación encima CD reestrena:
1. "Come Rain or Come Shine" [Take 4] - 3:23
2. "Autumn Leaves" [Take 9, mono] - 5:25
3. "Blue in Green" [Take 1] – 4:39
4. "Blue in Green" [Take 2] – 4:26

## Personal
- Bill Evans – piano
- Scott LaFaro – contrabajo
- Paul Motian – batería

### Personal adicional
- Orrin Keepnews – productor
- Jack Higgins – ingeniero de sonido
- George Cuerno – masterización